# Crac de Moab

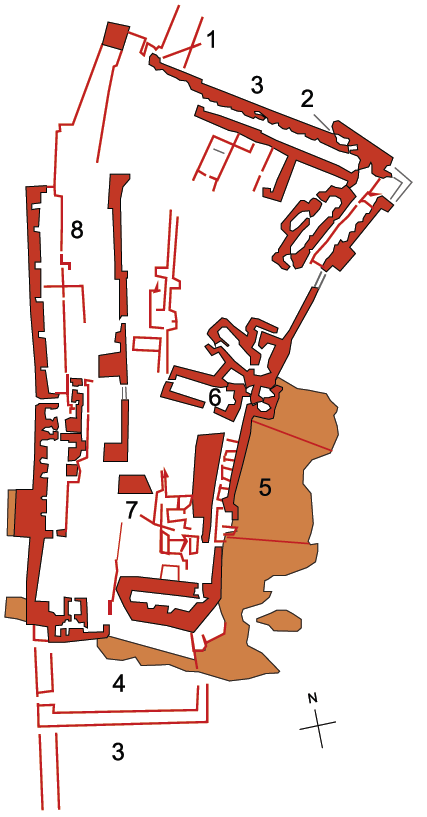
Plànol

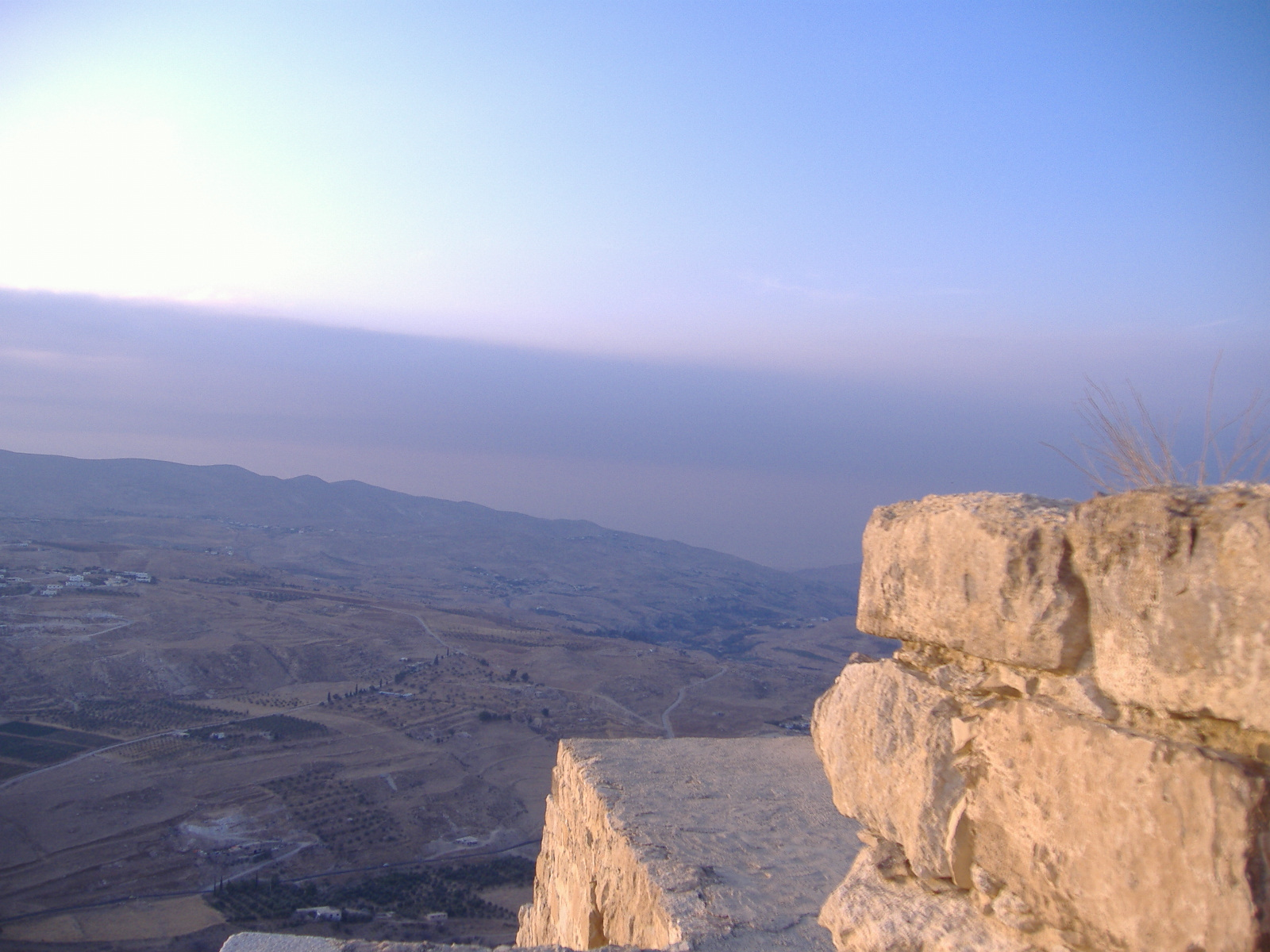
Vista a la mar Morta

El Crac de Moab o Crac dels Moabites (àrab: قلعة الكرك, Qalʿat al-Karak) fou un important castell croat a la vora de la moderna població d'al-Karak, a un turó d'uns 1000 metres. Va substituir al Crac de Montreal, més meridional, que els croats feien servir com a capital d'una baronia del regne de Jerusalem. Vegeu Senyoria de Transjordània.
La fortalesa fou iniciada el 1142 per Payen o Payan, antic cambrer del rei Folc de Jerusalem i segon senyor de Transjordània. Els francs l'anomenaven Petra deserti perquè hi situaven l'antiga Petra nabatea, tot i que és molt més al sud, i també Crac de Moab o dels Moabites. La plaça dominava el camí dels peregrins des de Damasc i el dels caravanes entre Síria i Egipte. Sota Reinald de Chatillon va representar una greu amenaça pels musulmans quan va llençar una expedició cap al Mar Roig, que finalment va fracassar.
El zengita Nur al-Din primer (1170) i després Saladí la van assetjar; el 1188 es va rendir a causa de la fam al germà de Saladí, el futur al-Adil I.